# 2. Garde-Division (Deutsches Kaiserreich)
Die 2. Garde-Division, für die Dauer des mobilen Verhältnisses im Ersten Weltkrieg als 2. Garde-Infanterie-Division bezeichnet, war ein Großverband der Preußischen Armee.

## Gliederung
Das Kommando stand in Berlin und die Division war Teil des Gardekorps.

### Friedensgliederung 1914
- 3. Garde-Infanterie-Brigade in Berlin
  - Kaiser Alexander Garde-Grenadier-Regiment Nr. 1 in Berlin
  - Königin Elisabeth Garde-Grenadier-Regiment Nr. 3 in Charlottenburg
  - Garde-Schützen-Bataillon in Lichterfelde
  - 1. Garde-Landwehr-Grenadier-Regiment in Görlitz (I. Bataillon) und Lissa (II.)
  - 3. Garde-Landwehr-Grenadier-Regiment in Breslau (I.) und Liegnitz (II.)
- 4. Garde-Infanterie-Brigade in Berlin
  - Kaiser Franz Garde-Grenadier-Regiment Nr. 2 in Berlin
  - Königin Augusta Garde-Grenadier-Regiment Nr. 4 in Berlin
  - 2. Garde-Landwehr-Grenadier-Regiment in Hamm (I.) und Kassel (II.)
  - 4. Garde-Landwehr-Grenadier-Regiment in Koblenz (I.) und Düsseldorf (II.)
- 5. Garde-Infanterie-Brigade in Spandau
  - 5. Garde-Regiment zu Fuß in Spandau
  - Garde-Grenadier-Regiment Nr. 5 in Spandau
- 2. Garde-Feldartillerie-Brigade in Potsdam
  - 2. Garde-Feldartillerie-Regiment in Potsdam
  - 4. Garde-Feldartillerie-Regiment in Potsdam

### Kriegsgliederung bei Mobilmachung 1914
- 3. Garde-Infanterie-Brigade
  - Kaiser Alexander Garde-Grenadier-Regiment Nr. 1
  - Königin Elisabeth Garde-Grenadier-Regiment Nr. 3
  - Garde-Schützen-Bataillon
- 4. Garde-Infanterie-Brigade
  - Kaiser Franz Garde-Grenadier-Regiment Nr. 2
  - Königin Augusta Garde-Grenadier-Regiment Nr. 4
- 2. Garde-Ulanen-Regiment
- 2. Garde-Feldartillerie-Brigade
  - 2. Garde-Feldartillerie-Regiment
  - 4. Garde-Feldartillerie-Regiment
- 2. und 3. Kompanie/Garde-Pionier-Bataillon

### Kriegsgliederung vom 20. März 1918
- 3. Garde-Infanterie-Brigade
  - Kaiser Alexander Garde-Grenadier-Regiment Nr. 1
  - Kaiser Franz Garde-Grenadier-Regiment Nr. 2
  - Königin Elisabeth Garde-Grenadier-Regiment Nr. 3
  - MG-Scharfschützen-Abteilung Nr. 4
  - 1. Eskadron/Leib-Garde-Husaren-Regiment
- Garde-Artillerie-Kommandeur Nr. 2
  - 2. Garde-Feldartillerie-Regiment
  - III. Bataillon/Fußartillerie-Regiment „General-Feldzeugmeister“ (Brandenburgisches) Nr. 3
- Pionier-Bataillon Nr. 102
- Garde-Nachrichten-Kommandeur Nr. 2

## Geschichte
Die Division wurde ursprünglich während der Befreiungskriege am 11. August 1813 als Grenadierbrigade zu vier Bataillonen errichtet. Am 5. September 1818 erweiterte man die Brigade zur 2. Division des Garde- und Grenadier-Korps und gab ihr schließlich am 22. Dezember 1819 die Bezeichnung 2. Garde-Division.

### Deutsch-Französischer Krieg
Im Deutsch-Französischen Krieg kämpfte die Division unter anderem in den Schlachten bei Gravelotte und Sedan und war Teil der Belagerung von Paris. Hier nahm es an der Schlacht von Le Bourget teil.

### Erster Weltkrieg
Während des Ersten Weltkriegs wurde der Großverband hauptsächlich an der Westfront eingesetzt.

#### Gefechtskalender

##### 1914
- 21. bis 22. August --- Gefecht bei Auvelais
- 23. bis 24. August --- Schlacht bei Namur
- 29. bis 30. August --- Schlacht bei St. Quentin
- 06. bis 9. September --- Schlacht am Petit Morin
  - 7. bis 8. September --- Schlacht bei Fère-Champenoise
- 12. September bis 1. Oktober --- Kämpfe bei Reims
- 01. bis 13. Oktober --- Schlacht bei Arras
- 13. Oktober bis 13. Dezember --- Stellungskämpfe in Flandern und Artois
  - 18. Oktober bis 30. November --- Schlacht an der Yser
  - 30. Oktober bis 24. November --- Schlacht bei Ypern
- 20. bis 30. Dezember --- Schlacht bei Souain, Perthes les Hurlus und Beauséjour (1. Schlacht bei Perthes)

##### 1915
- 14. bis 31. Januar --- Stellungskämpfe in der Champagne
- 01. bis 5. Februar --- Schlacht bei Perthes-lès-Hurlus und Massiges (3. Schlacht bei Perthes)
- 06. bis 15. Februar --- Stellungskämpfe in der Champagne
- 20. Februar bis 20. April --- Reserve der OHL bei Colmar und Schlettstadt
- 01. bis 3. Mai --- Schlacht von Gorlice-Tarnów
- 04. bis 23. Mai --- Verfolgungskämpfe nach der Schlacht von Gorlice-Tarnów
  - 16. bis 23. Mai --- Übergang über den San
- 24. bis 26. Mai --- Kämpfe bei Radymno und am San
- 27. Mai bis 4. Juni --- Kämpfe am Brückenkopf von Jarosław
- 12. bis 15. Juni --- Durchbruchsschlacht bei Lubaczów
- 17. bis 22. Juni --- Schlacht bei Lemberg
- 22. Juni bis 16. Juli --- Verfolgungskämpfe an der galizisch-polnischen Grenze
- 16. bis 18. Juli --- Durchbruchsschlacht von Krasnostaw
- 29. bis 30. Juli --- Durchbruchsschlacht von Biskupice
- 31. Juli bis 19. August --- Verfolgungskämpfe vom Wieprz bis zum Bug
- 19. August bis 20. September --- Verfolgungskämpfe zwischen Bug und Jasiolda
- 25. September bis 13. Oktober --- Herbstschlacht bei La Bassée und Arras
- 14. bis 28. Oktober --- Stellungskämpfe in Flandern und Artois
- ab 17. Oktober --- Stellungskämpfe bei Roye-Noyon

##### 1916
- bis 7. August --- Stellungskämpfe bei Roye-Noyon
- 08. August bis 11. September --- Schlacht an der Somme
- 11. September bis 1. November --- Stellungskämpfe bei Roye-Noyon
- 01. bis 26. November --- Schlacht an der Somme
- ab 27. November --- Stellungskämpfe an der Somme

##### 1917
- bis 15. März --- Stellungskämpfe an der Somme
- 16. bis 21. März --- Kämpfe vor der Siegfriedfront
- 19. März bis 5. April --- Stellungskämpfe an der Aisne
- 16. April bis 8. Mai --- Doppelschlacht an der Aisne und in der Champagne
- 17. Mai bis 28. Juni --- Stellungskämpfe in den Argonnen
- 07. bis 18. Juli --- Stellungskämpfe östlich Zloczow
- 19. bis 28. Juli --- Durchbruchsschlacht in Ostgalizien
- 29. Juli bis 8. August --- Stellungskämpfe am Sereth
- 11. bis 31. August --- Reserve der 8. Armee
- 01. bis 5. September --- Schlacht um Riga
  - 1. September --- Düna-Übergang bei Uexkül
  - 3. September --- Einnahme des östlich der Düna gelegenen Teils von Riga
- 08. bis 21. September --- Reserve der OHL
- 22. September bis 23. Oktober --- Stellungskämpfe am Chemin des Dames
- 24. bis 25. Oktober --- Nachhutkämpfe an und südlich der Ailette
- ab 29. Oktober --- Stellungskämpfe vor Verdun

##### 1918
- bis 15. Januar --- Stellungskämpfe vor Verdun
- 16. Januar bis 4. Februar --- Stellungskämpfe in Lothringen und in den Vogesen
- 04. Februar bis 15. März --- Stellungskämpfe in Lothringen
- 15. bis 20. März --- Stellungskämpfe im Artois und Aufmarsch zur Großen Schlacht in Frankreich
- 21. März bis 6. April --- Große Schlacht in Frankreich
  - 28. März --- Angriff an der Scarpe
- 07. April bis 3. Mai --- Kämpfe an der Avre und bei Montdidier und Noyon
- 03. bis 27. Mai --- Reserve der OHL
- 27. Mai bis 13. Juni --- Schlacht bei Soissons und Reims
  - 28. Mai bis 1. Juni --- Verfolgungskämpfe zwischen Oise, Aisne und über die Vesle bis zur Marne
  - 30. Mai bis 13. Juni --- Angriffskämpfe westlich und südwestlich von Soissons
- 14. Juni bis 4. Juli --- Stellungskämpfe zwischen Oise, Aisne und Marne
- 05. bis 14. Juli --- Stellungskämpfe zwischen Aisne und Marne
- 15. bis 17. Juli --- Angriffsschlacht an der Marne und in der Champagne
- 18. bis 25. Juli --- Abwehrschlacht zwischen Soissons und Reims
- 26. Juli bis 3. August --- Bewegliche Abwehrschlacht zwischen Marne und Vesle
- 22. August bis 2. September --- Schlacht Albert-Péronne
- 03. bis 7. September --- Kämpfe vor der Siegfriedfront
- 08. September bis 8. Oktober --- Abwehrschlacht zwischen Cambrai und Saint-Quentin
- 09. bis 17. Oktober --- Kämpfe vor und in der Hermannstellung
  - 15. bis 17. Oktober --- Abwehrschlacht in Flandern
- 18. bis 24. Oktober --- Nachhutkämpfe zwischen Yser und Lys
- 25. Oktober bis 1. November --- Schlacht an der Lys
- 02. bis 4. November --- Nachhutkämpfe beiderseits der Schelde
- 05. bis 7. November --- Rückzugskämpfe vor der Antwerpen-Maas-Stellung
- ab 12. November --- Räumung des besetzten Gebietes und Marsch in die Heimat

## Kommandeure
| Dienstgrad                   | Name                                      | Datum                                                         |
| ---------------------------- | ----------------------------------------- | ------------------------------------------------------------- |
| Generalmajor                 | Oldwig von Natzmer                        | 23. Dezember 1816 bis 30. April 1820                          |
| Generalmajor/Generalleutnant | Johann Friedrich Karl II. von Alvensleben | 01. Mai 1820 bis 16. Januar 1830                              |
| Generalmajor/Generalleutnant | Carl von Preußen                          | 17. Januar 1830 bis 30. März 1838                             |
| Generalleutnant              | August von Württemberg                    | 19. Februar bis 18. September 1857                            |
| Generalleutnant              | Friedrich Carl von Preußen                | 19. September 1857 bis 28. Mai 1858                           |
| Generalleutnant              | Gustav Adolf von Schlemüller              | 29. Mai 1858 bis 24. Juli 1859                                |
| Generalleutnant              | Adolf von Bonin                           | 25. Juli 1859 bis 28. Januar 1863                             |
| Generalleutnant              | Eduard Vogel von Falckenstein             | 29. Januar bis 8. Dezember 1863                               |
| Generalleutnant              | Otto von der Mülbe                        | 09. Dezember 1863 bis 21. Januar 1864                         |
| Generalleutnant              | Friedrich Wilhelm von Preußen             | 22. Januar bis 17. Mai 1864                                   |
| Generalleutnant              | Heinrich von Plonski                      | 18. Mai 1864 bis 29. Oktober 1866                             |
| Generalleutnant              | Julius von Loewenfeld                     | 30. Oktober 1866 bis 17. Juli 1870                            |
| Generalleutnant              | Rudolph Otto von Budritzki                | 18. Juli 1870 bis 29. Oktober 1875                            |
| Generalleutnant              | Ferdinand von Dannenberg                  | 30. Oktober 1875 bis 13. Juni 1881                            |
| Generalleutnant              | Paul Bronsart von Schellendorff           | 14. Juni 1881 bis 9. März 1883                                |
| Generalleutnant              | August von Oppell                         | 10. März 1883 bis 17. Januar 1887                             |
| Generalleutnant              | Wilhelm von Hahnke                        | 18. Januar 1887 bis 6. Juli 1888                              |
| Generalleutnant              | Hans von Kaltenborn-Stachau               | 07. Juli 1888 bis 13. Oktober 1890                            |
| Generalleutnant              | Max von der Planitz                       | 14. Oktober 1890 bis 26. Januar 1891                          |
| Generalleutnant              | Bernhard von Sachsen-Meiningen            | 27. Januar 1891 bis 10. Juli 1893                             |
| Generalleutnant              | August von Bomsdorff                      | 11. Juli 1893 bis 26. Januar 1897                             |
| Generalleutnant              | Ludwig von Falkenhausen                   | 27. Januar 1897 bis 24. März 1899                             |
| Generalleutnant              | Gustav von Kessel                         | 25. März 1899 bis 26. Januar 1900                             |
| Generalleutnant              | Max von Krosigk                           | 27. Januar 1900 bis 17. April 1901                            |
| Generalleutnant              | Karl von Bülow                            | 18. April 1901 bis 21. März 1902                              |
| Generalleutnant              | Hans von Arnim                            | 22. März 1902 bis 21. Februar 1906                            |
| Generalleutnant              | Reinhard von Scheffer-Boyadel             | 22. Februar 1906 bis 4. März 1908                             |
| Generalmajor                 | Dedo von Schenck                          | 05. März bis 3. April 1908 (mit der Führung beauftragt)       |
| Generalleutnant              | Dedo von Schenck                          | 04. April 1908 bis 30. März 1909                              |
| Generalmajor                 | Ewald von Lochow                          | 01. April bis 16. September 1909 (mit der Führung beauftragt) |
| Generalleutnant              | Ewald von Lochow                          | 17. September 1909 bis 12. September 1912                     |
| Generalleutnant              | Arnold von Winckler                       | 12. September 1912 bis 29. Juni 1915                          |
| Generalleutnant              | Walther von Lüttwitz                      | 29. Juni bis 24. September 1915                               |
| Generalleutnant              | Maximilian von Höhn                       | 25. September 1915 bis 11. Mai 1916                           |
| Generalmajor/Generalleutnant | Friedrich von Friedeburg                  | 12. Mai 1916 bis 24. Juni 1919                                |